# Rhabdomastix (Rhabdomastix) chilota
Rhabdomastix (Rhabdomastix) chilota is een tweevleugelige uit de familie steltmuggen (Limoniidae). De soort komt voor in het Neotropisch gebied.